# 宇土為光
宇土 為光（うと ためみつ）は、室町時代後期から戦国時代にかけての武将。菊池氏の家臣。肥後国宇土城主。

## 生涯
肥後菊池氏19代当主・菊池持朝の子として生まれ、後に宇土忠豊の養子となる。しかし菊池氏宗家の家督の簒奪を狙い、まず文明16年（1484年）に、同じ肥後の国人・相良為続と結び甥の菊池重朝と戦うも敗北、宇土城から逃亡している。しかし翌文明17年（1485年）に阿蘇氏の内紛に介入し、馬門原の戦いで勝利を収め、宇土城を奪回している。そして明応8年（1499年）に八代の豊福城に拠って再度挙兵するが、菊池能運と有馬氏の軍勢により敗北する。
文亀元年（1501年）、またもや謀叛を起こして隈府城を攻略。そして玉祥寺原の戦いで能運勢と雌雄を決し、菊池氏の重臣である菊池重安や東重棟、溝口資清を敗死させ、肥後守護職を簒奪。ここに為光の野望は叶ったのである。
ところがその栄光も長くは続かず、守護職奪回と為光打倒の執念を燃やす菊池能運は、文亀3年（1503年）に有馬氏の援兵や相良氏の協力を得て肥後へ戻り、その報に接した宇土為光は、高瀬にて迎撃するも敗北して筑後国へと逃亡した。しかし立花山城守が為光らを拘束。隈府へ送還された為光及び、子・重光、孫・宮満丸は斬首され、菊地系宇土氏は滅びた。